# Pierre (South Dakota)
Pierre [pɪər] ist die Hauptstadt des US-Bundesstaats South Dakota und liegt am Missouri River, nahe dem Lake Oahe im Zentrum des Bundesstaates. Mit rund 14.000 Einwohnern (Stand: Volkszählung 2020) ist sie die Siebtgrößte in diesem Bundesstaat. Die Stadt ist ebenfalls Verwaltungssitz des Hughes County.

## Geographie
Pierre liegt an den U.S. Highways 14 und 83.
Östlich der Stadt liegt ein regionaler Flughafen. Pierre ist eine von nur vier Hauptstädten, die nicht an einem Interstate Highway (Autobahn) liegen.

## Geschichte
Pierre wurde 1880 am Missouri River gegenüber dem Fort Pierre gegründet. Im Jahre 1889 wurde Pierre die Hauptstadt von South Dakota, zuvor waren es Yankton (1861–1883) und Bismarck (1883–1889).
37 Bauwerke und Stätten der Stadt sind im National Register of Historic Places (NRHP) eingetragen (Stand 12. November 2018).

## Demographie
In Pierre wohnten im Jahr 2020 14.091 Menschen, davon waren 82,9 % Weiße, 0,2 % Afroamerikaner, 13,1 % Indianer, 3,2 % Latino und 0,6 % andere Ethnien.

### Einwohnerentwicklung
| Jahr | Einwohner |
| ---- | --------- |
| 1980 | 11.973    |
| 1990 | 12.906    |
| 2000 | 13.876    |
| 2010 | 13.646    |
| 2020 | 14.091    |

### Altersstruktur
(Stand 2020)
- unter 5 Jahren: 5,7 %
- unter 18 Jahren: 21,7 %
- 65 Jahre und älter: 16,6 %

## Sehenswürdigkeiten
- Das Capitol mit seinen weißen Marmortreppen.
- Das Cultural Heritage Center im Capitol, ein Museum für lokal Geschichtliches.
- Der Lake Oahe, hier beginnt der fast 400 km lange See (Angeln, Wassersport, Natur, Parks).
- Das South Dakota Discovery Center & Museum. Hier wird in spielerischer Form mit Naturwissenschaften umgegangen.

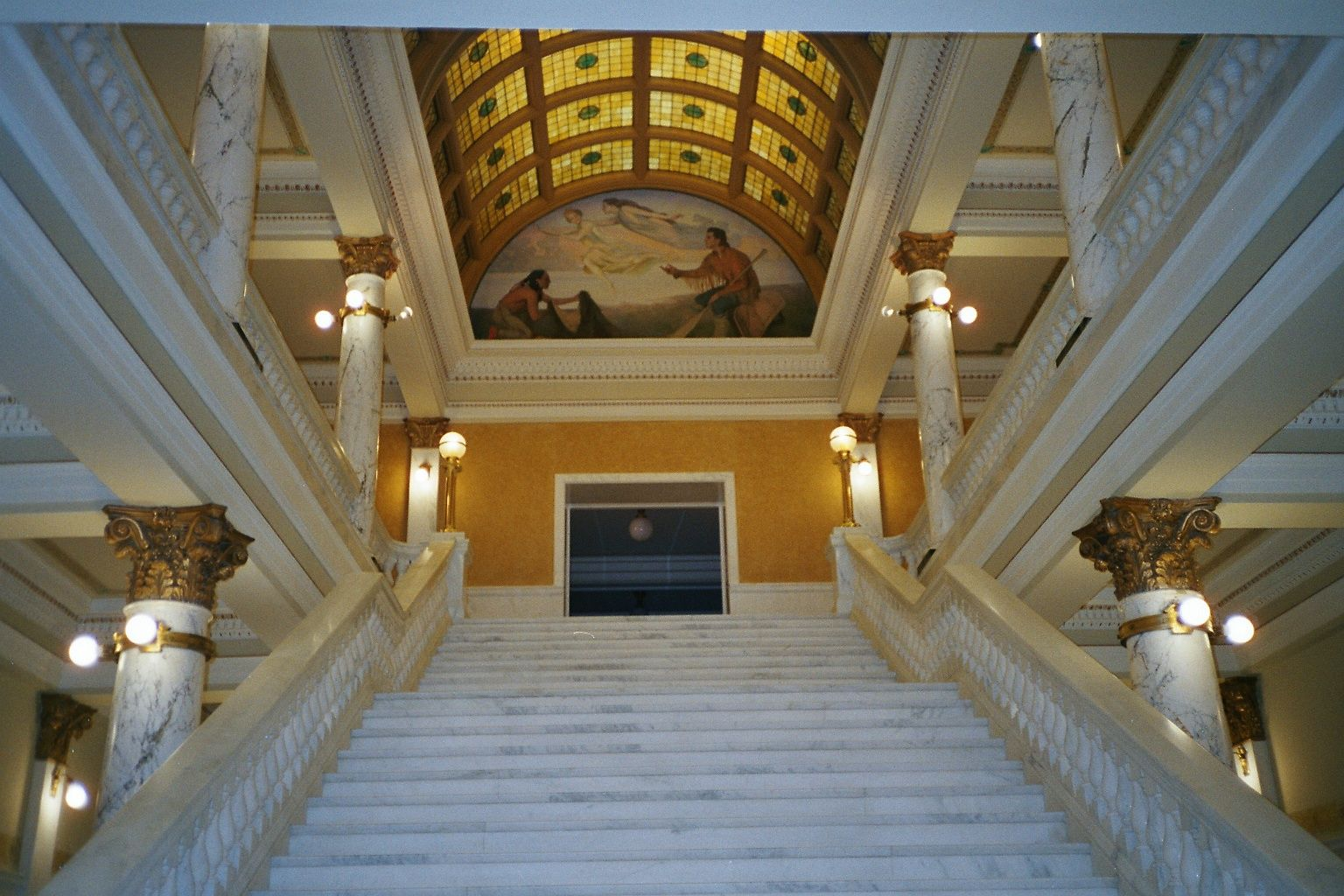
Innenaufnahme Capitol, Juni 2004
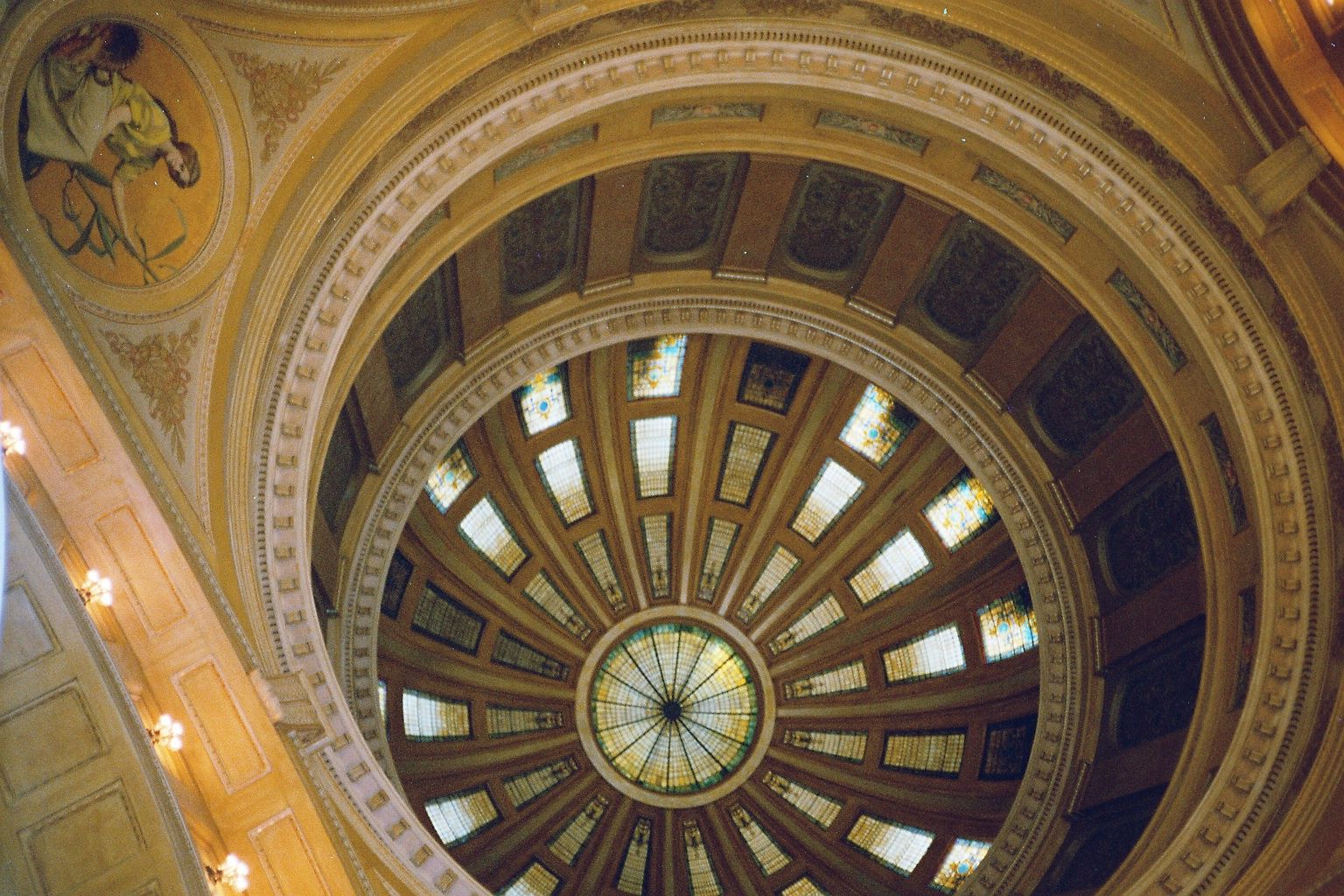
Capitol Kuppel von innen, Juni 2004
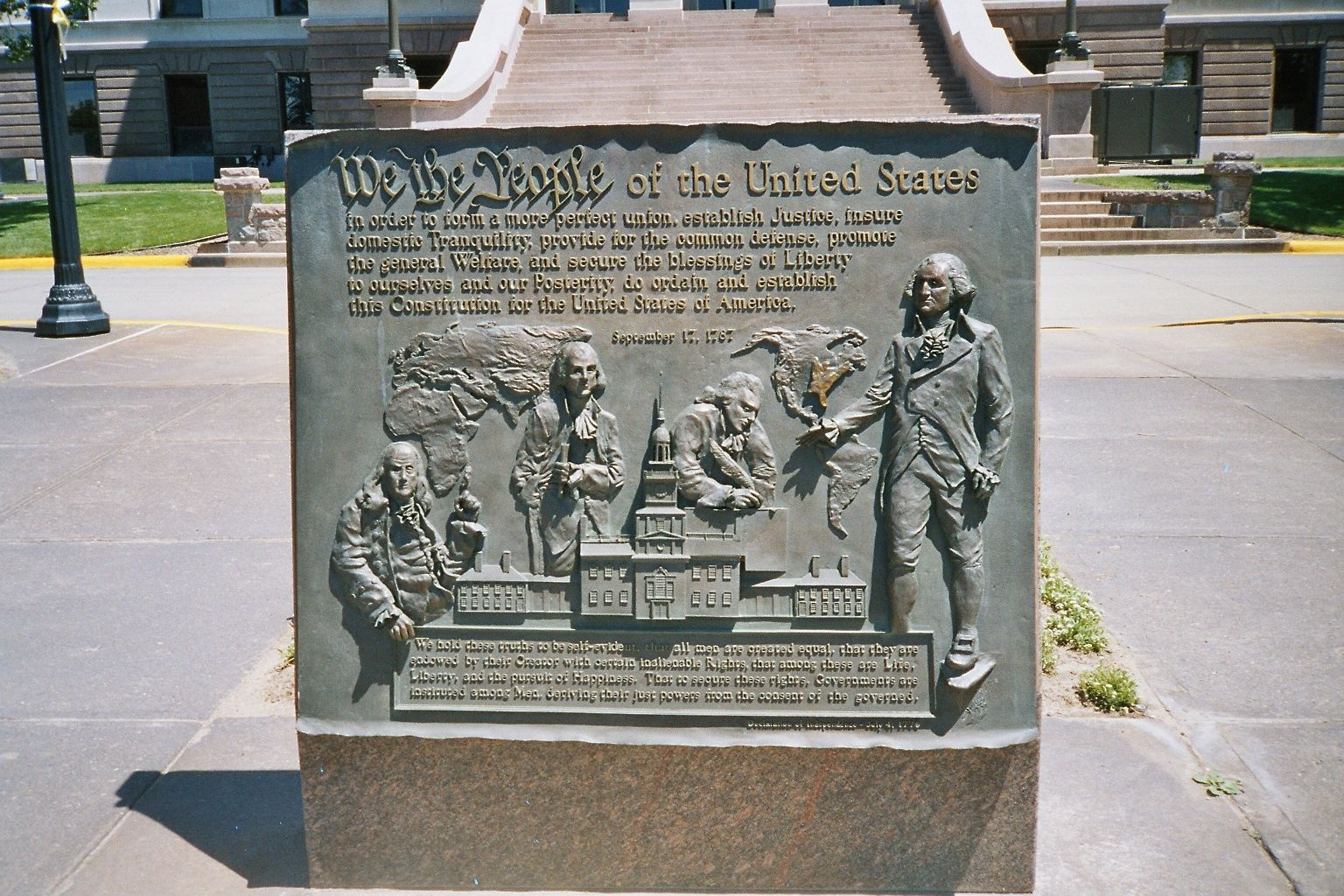
Vor dem Capitol, Juni 2004

## Trivia
Der Spielfilm Der mit dem Wolf tanzt wurde unweit von Pierre gedreht.

## Söhne und Töchter der Stadt
- Marilyn Hagerty (* 1926), Zeitungskolumnistin
- Joyce Hazeltine (1935–2016), Politikerin
- Bambi Woods (* 1955), Pornodarstellerin
- Matt Michels (* 1960), Politiker
- John Thune (* 1961), Politiker
- Dusty Johnson (* 1976), Politiker